# Randowtal
Randowtal es un municipio situado en el distrito de Uckermark, en el estado federado de Brandeburgo (Alemania), a una altitud de 55 metros. Su población a finales de 2016 era de 900 habs. y su densidad poblacional, 14 hab/km².
Se encuentra junto a la frontera con el estado de Mecklemburgo-Pomerania Occidental.